# Duchesse Bérerd
‘Duchesse Bérerd’ est une variété ancienne de poire.

## Synonymie
- Duchesse de Bérerd.

## Origine
La variété a été obtenue, vers 1885, d'un semis de Duchesse Bronzée par Étienne Bérerd, propriétaire-arboriculteur, à Quincieux (Rhône). L'arbre a été commercialisé par L. Chasset en 1905.

## Arbre
L'arbre vigoureux et fertile doit surtout être conduit en formes naines. À cause de son gros volume, le fruit tombe lorsqu'il est exposé au vent. La variété, très appréciée, est répandue.

## Fruit
Bronzé, l'épiderme tourne au rougeâtre au soleil.
La chair est plus fine, plus sucrée que pour Duchesse d'Angoulême, presque fondante, acidulée. 
Les pédicelles moyens, non charnus, sont implantés obliquement dans une cavité bosselée. 
Les yeux sont fermés dans une cavité large et évasée.
Le fruit est gros ou très gros, doliforme. Il ressemble à Duchesse d'Angoulême pour sa silhouette. Il est bosselé en son pourtour.
La variété est peu sensible à la tavelure des poiriers.
Qualité : très bonne.
Maturité d'octobre à décembre.

#### Ouvrages
- De Liron d'Airoles[3], Les poiriers les plus précieux.
- Alexandre Bivort, Annales de pomologie belge, 1859.
- André Leroy, Dictionnaire de pomologie, Poires, tome 1.
- Alphonse Mas, Poires d'Automne, 1867.
- Barthélemy Charles Joseph Dumortier et M. W. Brown, Pomone Tournaisienne : Société Royale D'Horticulture et d'Agriculture de Tournay, Tournai, Casterman (Vve H.), 1869, 251 p. (lire en ligne), p. 1-251
- Société pomologique de France, Le verger français, catalogue descriptif des fruits adoptés par le congrès pomologique, tome 1[4], impr. B.Arnaud, Lyon-Paris, 1947, 576 pp., avec schémas et photos en N&B, tome 2[5], Extraits inédits[6].
- Masseron et Trillot au CTIFL, Le Poirier, (1993), 224 pages.
- Charles Baltet, Les Bonnes poires, (1859), 272 pages.
- Henri Kessler, « Pomologie illustrée », imprimeries de la Fédération S.A., Berne.

#### Revues et publications
- Revue « Fruits Oubliés », no 54.